# Hyeonjong van Joseon

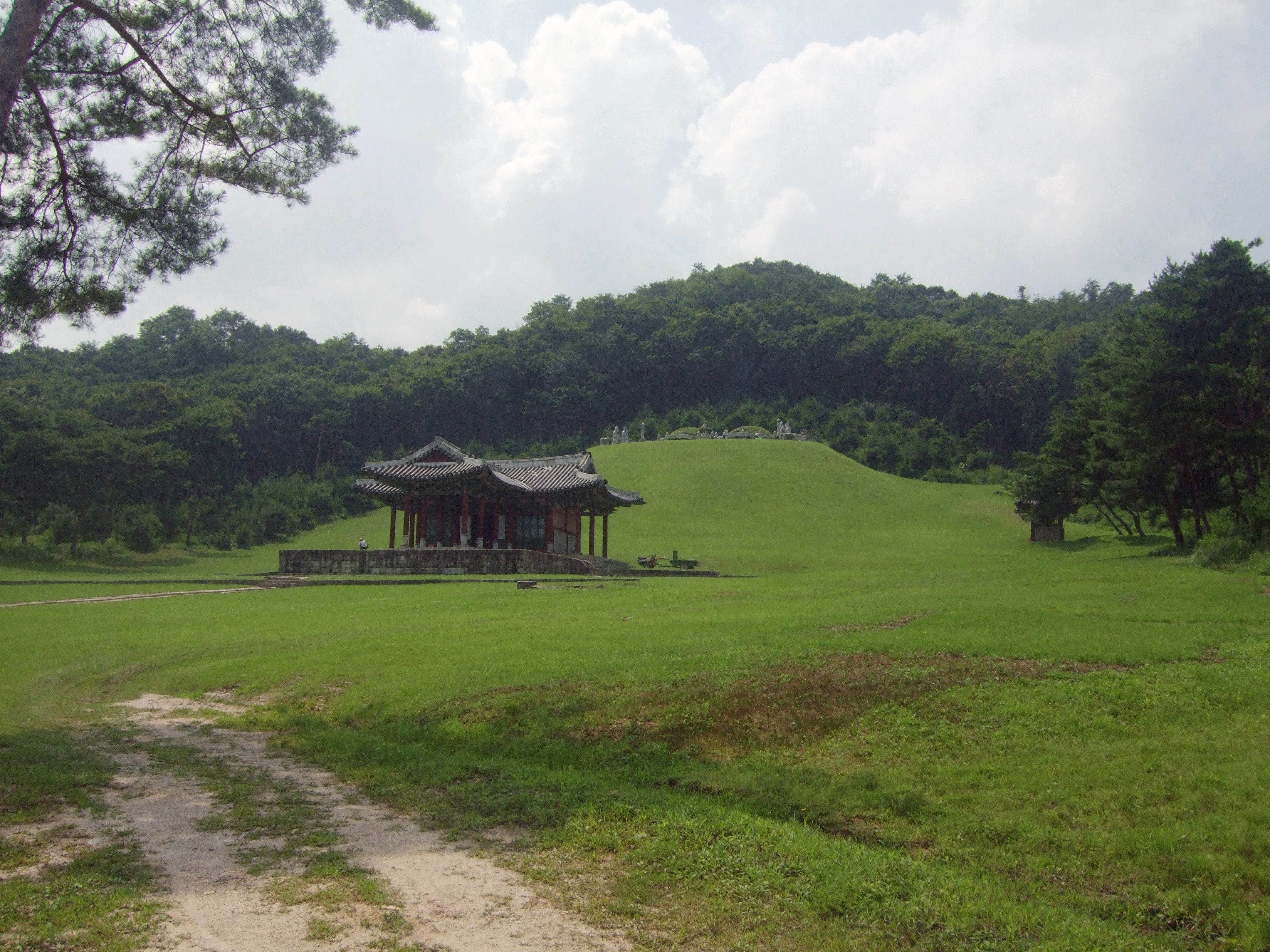
Graf van Hyeonjong

Koning Hyeonjong, geboren als Yi Yeon, was de achttiende vorst die de Koreaanse Joseondynastie bestuurde. Hyeonjong werd geboren in de stad Shenyang, de hoofdstad van de Qingdynastie voordat deze de Mingdynastie versloeg en de hoofdstad verhuisde naar Peking. Zijn vader was naar Shenynag gestuurd nadat Hyeonjongs grootvader, koning Injo van Joseon, zich had overgegeven aan de Qingdynastie.
De regeerperiode van Hyeonjong kenmerkt zich vooral door interne politieke conflicten, deze met name naar aanleiding van een geschil rondom de ceremoniën waarmee de begrafenis van Hyeonjongs vader gepaard zouden moeten gaan. Er waren namelijk geen voorschriften in het streng Confucianistische Korea over hoelang iemand zich in rouwkleding moest hullen van wie de tweede stiefzoon was overleden. Dit gold namelijk voor de tweede vrouw van koning Injo, koningin Jaeui. Zij was de stiefmoeder van de overleden koning.
De politieke macht aan het hof was verdeeld over twee fracties, de conservatieve Westerse fractie en de liberale Zuidelijke fractie. De Zuidelijke fractie vond dat de overleden vorst een rouwperiode van drie jaar verdiende, maar De Westerse fractie vond dat de gewone rouwtijd van één jaar voor een tweede stiefzoon in acht genomen moest worden. De koning gaf uiteindelijk de Westere fractie gelijk, maar liet de leider van de Zuidelijke fractie aanblijven als eerste minister om zo de politieke balans te bewaren.
Echter, toen in 1674 koningin Inseon overleed, Hyeonjongs moeder, laaide het debat weer op. De Zuidelijke fractie vond dat koningin Jaeui deze keer een jaar lang rouwkleding moest dragen, maar de Westerse fractie vond negen maanden lang genoeg. De keer gaf de koning de Zuidelijke fractie gelijk, hierdoor werd de Zuidelijke fractie de sterkste politieke fractie. De koning stierf echter in hetzelfde jaar en het debat duurde voort. Hyeonjongs opvolger, zijn zoon Sukjong, maakt er een einde aan door een verbod in te stellen op deze discussie.
Het conflict ging zover dat de Westerse fractie later zelfs de geschiedenis van koning Hyeonjong herschreef zoals die door de Zuidelijke fractie in de Joseon Wangjo Sillok was gezet.

## Hendrick Hamel
In 1666, het zevende regeringsjaar van Hyeonjong, lukte het de Hendrick Hamel en enkele van zijn reisgenoten het Koreaanse schiereiland te ontsnappen. Ze waren er 13 jaar eerder aangespoeld en hen was door het hof van  Joseon niet toegestaan om het land te verlaten. Hamel schreef een verslag over zijn verblijf in Korea. Het land en zijn gewoonten waren tot die tijd geheel onbekend in het Westen.

## Volledige postume naam
- Koning Hyeonjong Sohyu Yeongyung Dondeok Suseong Sunmun Sukmu Gyungin Changhyo de Grote van Korea
- 현종소휴연경돈덕수성순문숙무경인창효대왕
- 顯宗昭休衍慶敦德綏成純文肅武敬仁彰孝大王

- Bibliothèque nationale de France: cb161849279 (data)
- International Standard Name Identifier: 0000 0000 7733 3189
- Library of Congress Control Number: n86133482
- Nederlandse Thesaurus van Auteursnamen: 363206523
- Système universitaire de documentation: 118676938
- Virtual International Authority File: 35942214
- WorldCat: E39PBJm4XvDHbBgcFMfmrGrXh3